# X (entreprise)
Pour les articles homonymes, voir X.
Ne doit pas être confondu avec X (réseau social).

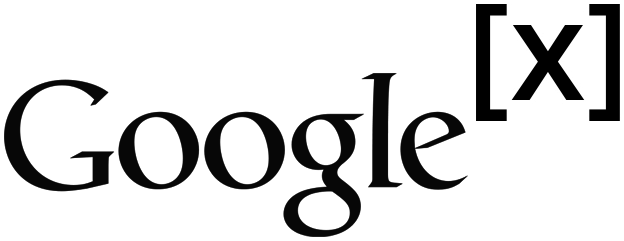
Ancien logo.

X, anciennement Google X Lab, parfois aussi appelé Google X, est une entreprise américaine semi-secrète appartenant anciennement à Google et désormais filiale de Alphabet Inc.. Il s'agit d'un complexe situé en partie sur le campus de Mountain View et en partie à un autre endroit tenu secret. Les équipes qui y travaillent sont dirigées par Sergey Brin, l'un des cofondateurs de Google, et concentrent leurs travaux sur des innovations de rupture en lien avec la robotique et l'intelligence artificielle.
En 2011, le New York Times déclare qu'une liste de cent projets (décrite par des rumeurs plus ou moins fantaisistes selon les cas) sont en cours de développement au sein de X, notamment des voitures autonomes, des lunettes de réalité augmentée (Google Glass), l'Internet des objets (notamment des ampoules et des machines à café qui fonctionneraient avec un appareil Android), un ascenseur spatial, des robots ou encore un réseau de neurones artificiel en apprentissage semi-autonome permettant de reconnaître la voix, des objets ou des formes dans une vidéo ou un document.
En janvier 2016, faisant suite à la réorganisation de Google et la création d'Alphabet, Google X Lab devient simplement X. Parmi les projets alors en cours sont cités Wing (drones) ou encore Loon.

## Employés
Des chercheurs en informatique notoires travaillent à X, notamment en 2011 :
- Sebastian Thrun, spécialiste de robotique et expert en intelligence artificielle qui enseigne l'informatique à Stanford et qui a développé la voiture sans pilote,
- Andrew Ng, également professeur à Stanford et spécialisé dans l'application des neurosciences à des intelligences artificielles pour des robots,
- Johnny Chung Lee (en), spécialiste des interactions homme-machine, ayant travaillé chez Microsoft au développement de la Kinect, et qui travaille sur l'Internet des objets en tant que rapid evaluator.

X organise aussi un transfert d'employés d'autres branches du groupe Alphabet, ou d'autres entreprises du secteur technologique :
- Steve Lee, ancien de Google Maps pour mobile et des services de localisation,
- Will Patrick,
- Simon Prakash, directeur Q&R, travaillait pour Apple avant 2012,
- Brandon Badger, responsable produit ayant travaillé pour Google Books et la section Sports de YouTube.

## Historique

### Origines
La recherche en intelligence artificielle est un sujet qui tient à cœur aux deux cofondateurs de Google, Larry Page et Sergey Brin qui, dans de nombreuses interviews ont estimé que le but de leur entreprise est de développer une IA-complète,.
Les deux fondateurs de Google indiquent :

« Je pense que Google est génial parce qu'en fait, l'intelligence artificielle sera la version ultime de Google. Pour avoir un moteur de recherche parfait il faudrait qu'il comprenne tout sur le web. Il faudrait qu'il comprenne exactement ce que vous voulez, et vous amènerait la bonne information. Répondre à n'importe quelle question c'est évidemment construire une intelligence artificielle, parce que presque tout est sur Internet, n'est-ce pas ? Nous sommes très loin de réaliser cela à l'heure actuelle. Cependant nous nous en rapprochons de manière incrémentale, c'est ce sur quoi nous travaillons. Et c'est extrêmement intéressant d'un point de vue intellectuel. »

— Larry Page, octobre 2000, Academy of Achievement

« HAL 9000 avait beaucoup d'informations disponibles, il pouvait les rassembler, les rendre intelligibles. Heureusement il n'y aura jamais de bug comme celui qui fait que HAL tue les occupants du vaisseau. Mais [ce niveau d'intelligence artificielle], c'est ça que nous recherchons. Et je pense que nous avons accompli une partie du chemin vers ça. »

— Sergey Brin, PBS Newshour, novembre 2002.

« Une des choses que je préfère c'est l'intelligence artificielle, mais elle s'est fait une mauvaise réputation... Mais ma prédiction c'est que lorsque l'IA aura lieu elle représentera surtout une somme immense de calculs, et pas tellement d'algorithmes très intelligents. Ma théorie c'est que lorsque l'on regarde à notre propre code, notre ADN, cela représente 600 mégabits compressés, donc c'est plus petit que n'importe quel OS moderne, plus petit que Linux ou Windows ou n'importe quoi du même genre, votre système d'exploitation entier, ce qui inclut le fait de démarrer votre cerveau, par définition. Donc les algorithmes de votre programme ne sont pas si compliqués que ça, la complexité réside plus probablement dans les calculs qui sont faits »

— Larry Page, The Science Show, 24 février 2007.
Pour autant un porte-parole de Google, Jill Hazelbaker, souligne que les investissements spéculatifs, s'ils font partie intégrante de l'ADN de Google, ne représentent qu'une infime part de ceux qui sont réalisés dans le cœur de métier de l'entreprise.

### Projets rendus publics
À l'heure actuelle, les projets issus de X et rendus publics sont :
- Des voitures autonomes,
- des lunettes de réalité augmentée,
- Projet Loon, un projet de rendre internet accessible dans les zones blanches de la planète grâce à des ballons stratosphériques,
- un réseau neural de reconnaissance de concepts fonctionnant en semi-autonomie (voir ci-dessous),
- Google Wing, un projet de livraison par drone,
- un bracelet permettant de détecter les cellules cancéreuses dans le corps grâce à des nanoparticules avalées préalablement sous forme de pilule par le patient[11].

### Fuites
Les informations relatives à X et aux projets qu'il développe sont de nature confidentielle, et ne sont que très rarement évoquées par les porte-paroles de l'entreprise. Il s'agit donc d'informations souvent contradictoires, et de fuites non vérifiables. On peut cependant en établir une chronologie, qui montre que certains des projets ont déjà fait l'objet de sorties officielles et/ou d'intégrations dans des produits Google préexistants. 
Le journaliste américain MG Siegler révèle sur son blog qu'il entend parler pour la première fois de Google X en mars 2011, après que Sergey Brin confie la responsabilité du projet « Emerald Sea » (nom de code pour Google+) à Vic Gundotra et Bradley Horowitz. Google X est alors décrit comme le « Brickhouse de Google », en référence à l'incubateur de Yahoo! qui permettait à des employés de travailler à effectifs réduits sur des projets porteurs et qui a fermé ses portes en 2008. Il s'agirait d'un lieu de concentration des talents issus de Google, qui permettrait aussi de retenir ceux qui seraient tentés de rejoindre la concurrence.
Le premier article évoquant le Google X Lab date du 2 juin 2011, lorsque Sergey Brin est officiellement nommé Directeur de Google X, et à la suite de révélations de Steven Levy dans une interview portant sur son livre In the Plex. Depuis, de nombreux articles de presse spéculent régulièrement sur le nombre et la nature des projets menés au sein de Google X.
Le 5 décembre 2011, un internaute anonyme qui se présente comme un ancien employé de Google X crée un sujet sur Reddit, où il lève le voile sur ce qui pourrait être l'un des plus importants projets développés au sein de Google X :

« Le projet principal sur lequel se concentre Google X ces dernières années est un robot doté d'une intelligence artificielle très avancée qui s'appuie sur les technologies sous-jacentes dans de nombreux produits de Google. En octobre 2011 (la dernière fois que j'ai été amené à côtoyer le projet), l'IA passait le test de Turing dans 93 % des cas via une discussion d'une heure similaire à une messagerie instantanée. L'IM a été choisie pour isoler l'IA du synthétiseur vocal et de la dimension physique du robot. Le robot lui-même n'est pas particulièrement avancé, parce que l'attention n'était pas concentrée sur la partie mécanique mais sur le logiciel. En fait c'est une chose qui ressemble à un robot, montée sur des roues. La reconnaissance vocale est un peu meilleure que ce que vous auriez avec une entrée vocale normale, surtout grâce au recours à des microphones de bonne qualité, et au soutien de la lecture labiale. J'ai eu la chance d'interagir personnellement avec le robot, et je dois dire honnêtement que c'est la chose la plus géniale que j'ai jamais vue. J'aime y penser comme une sorte de Stephen Hawking, parce que c'est très intelligent et qu'on peut interagir avec naturellement, mais physiquement ce n'est pas capable de faire grand chose. Il est prévu que dans la phase 2 l'accent soit mis sur le développement d'une plateforme avancée de robotique. »

Deux heures plus tard le contenu du sujet est supprimé, mais les commentaires restent ouverts et l'internaute a le temps de répondre à quelques questions. Le contenu original se trouve dupliqué sur plusieurs sites. L'identité de l'internaute est sujette à caution, et il pourrait très bien s'agir d'un canular ; il est à noter qu'en introduction il reconnaît que la création du sujet « est en totale violation de l'accord de non-divulgation signé par les employés de Google X », mais qu'il choisit délibérément de ne plus s'en préoccuper. Dans les commentaires, il poursuit sa description d'un robot doté de multiples capteurs, notamment optiques, laser, infrarouges, ultrasoniques, ainsi que des caméras de perception de profondeur. La plupart des calculs seraient effectués par l'appareil lui-même, Internet n'étant requis que pour obtenir des informations externes. Une des applications concrètes du projet serait de produire une conversation intelligente avec un téléphone portable, proche de ce que fait le Siri d'Apple mais à un niveau beaucoup plus avancé.
En février 2012, Google lance « Solve for X »,, un forum destiné à encourager et amplifier les discussions sur les innovations de rupture basées sur la technologie. Initialement, une grande partie de la blogosphère et des médias fait un lien entre ce lancement et Google X ; cependant quand bien même les deux sujets sont reliés par leur sujet, la source de leur financement et le X dans leur nom, ils sont de natures très différentes.
Le 26 juin 2012, Google révèle des travaux internes sur un réseau neural à neuf couches qui permet de détecter les visages sur des images sans classer ces dernières au préalable. Le réseau, composé de mille machines pour seize mille cœurs et un milliard de connexions, a fonctionné pendant trois jours pour analyser les données issues de dix millions d'images (en format 200 × 200 pixels) issues de vidéos YouTube choisies aléatoirement. Il en a extrait des concepts déterminés sans caractéristiques initiales à rechercher, et notamment « l'idée » de visage de chat, ou de silhouettes humaine. À partir de ces données, le réseau parvient à reconnaître vingt mille catégories d'objets avec un taux de précision de 15,8 % (soit une amélioration de 70 % par rapport à ce qui se faisait de mieux dans le domaine auparavant).
Le 8 août 2012, Jeff Dean (« Google Fellow » dans la division System Infrastructure chez Google) révèle qu'il a collaboré avec l'équipe chargée de la reconnaissance vocale chez Google, pour améliorer cette dernière à partir de l'analyse par deep network (un type de réseau neural sur lequel il travaille avec d'autres employés de Google). Il déclare que Google applique ces réseaux à d'autres usages comme la reconnaissance d'images, la modélisation de langage ou la traduction automatisée. S'il indique que sa technologie est déjà à l’œuvre dans la reconnaissance vocale sur Android, il ne précise pas si c'est aussi le cas dans d'autres produits du groupe.
Le 31 octobre 2012, Google révèle se servir des données collectées anonymement via son service Search, et des données qu'il scanne sur le web, pour améliorer la pertinence de sa reconnaissance vocale. En traitant des données à grande échelle, l'ensemble de ses services (par exemple les transcriptions de vidéos Youtube) bénéficie d'un taux d'erreur en baisse dans la reconnaissance vocale.
Fin 2014,  Google a révélé être dans les phases préliminaires du processus de création de minuscules nanoparticules magnétiques qui pourront détecter le cancer ou d'autres maladies dans le corps humain.